# Alitretinoina
L'alitretinoina, o acido 9-cis-retinoico, è il principio attivo che viene utilizzato in particolari malattie dermatologiche. Attualmente il farmaco è disponibile in Italia, e può essere prescritto dal dermatologo con una speciale nota.

## Indicazioni
Viene utilizzato come terapia contro il linfoma cutaneo e il sarcoma di Kaposi.
Nel maggio 2009 il National Institute for Health and Clinical Excellence (NICE) ha pubblicato una linea guida preliminare sull'uso di alitretinoina per il trattamento dell'eczema alle mani cronico grave negli adulti.

## Controindicazioni
Da evitare in caso di gravidanza o in soggetti con ipersensibilità nota al farmaco

## Dosaggi
- Si applica in via topica (2 - 4 volte al giorno)

## Effetti indesiderati
Fra gli effetti indesiderati si riscontrano: eritema, dolore, prurito, rash cutaneo, edema, parestesia, diarrea